# Велодром Вигорелли
Велодром Вигорелли (итал. Velodromo Vigorelli) — 397-метровый полузакрытый велодром в Милане. В настоящее время в основном используется для соревнований по американскому футболу. Велодром был построен в 1935 году компанией Vigorelli Cycles и вмещает 9000 человек. Он был сожжён во время Второй мировой войны после бомбардировки Милана Королевскими ВВС, но затем восстановлен.
На этом велодроме было установлено несколько сольных часовых рекордов (в период с 1935 по 1967 годы), а также парный часовой рекорд — тандема Эрнеста Миллза и Билла Пола (продержавшийся с 1937 по 2000 годы). Велодром принимал чемпионат мира по трековому велоспорту в 1939, 1951, 1955 и 1962 годах. После многих лет переноса реконструкции велодрома, в марте 2014 года местные власти утвердили схему его восстановления, благодаря агитации местных энтузиастов.
На стадионе проходили концерты многих культовых музыкальных групп, в том числе концерт The Beatles 24 июня 1965 года. Также, на нём состоялось печально-известное выступление английской рок-группы Led Zeppelin, во время их европейского турне 1971 года, которое сопровождалось массовыми беспорядками публики и столкновениями с полицией.

## Рекорды

### Часовой рекорд среди мужчин
Часовой рекорд для велосипедов — это рекорд самой длинной дистанции, пройденной за один час. В 1935—1967 годах он устанавливался исключительно на «Велодроме Вигорелли» девятью различными велосипедистами в 10 заездах.
В 1935 году Джузеппе Ольмо установил рекорд, преодолев за час 45 км, тем самым превысив расстояние, установленное в Синт-Трёйдене (Бельгия), на 313 м (1027 футов). После этого велодром завоевал репутацию самого быстрого в мире. С 1936 года Морис Ришар; Франс Слаатс; Морис Аршамбо; Франсуа Фор; Фаусто Коппи; Жак Анкетиль; Эрколе Бальдини и Роже Ривьер добавили еще 2257 м (7405 футов) к рекорду, пока слава самого быстрого велотрека в мире не перешла к олимпийскому треку в Риме.

### Парный часовой рекорд
В 1937 году англичане Эрнест Миллз и Билл Пол установили тандемный рекорд — 49,991 км (31,063 мили). Соревнования были профинансированы читателями журнала Cycling Weekly. Этот рекорд простоял до 23 сентября 2000, пока на манчестерском Велодроме его не побили Саймон Китон и Джон Рикард из Rutland Cycling Club.

### Часовой рекорд среди женщин
9 сентября 1958 года люксембургская велогонщица Элси Джейкобс установила мировой рекорд среди женщин, проехав дистанцию 41,347 км (25,692 мили). Рекорд продержался 14 лет.